# 谷灣·Sea Liner
谷灣·Sea Liner（日语： Riasu·shīrainā */?）是由東日本旅客鐵道（JR東日本）行走於宮城縣仙台市仙台站至青森縣八戶市八戶站之間的臨時快速列車（只於夏季行走）。列車途經東北本線、石卷線、氣仙沼線、大船渡線、三陸鐵道南谷灣線、山田線、三陸鐵道北谷灣線和八戶線。

## 概要
除了仙台站至仙石線外，該列車是一列長途列車，途經本州靠近太平洋一方的鐵路線。此列車設有自由席。
在1997年起於每年夏季（7月至8月前後）行走。後來由於在JR線內較難安排加插此列車在現有時間表中（特別是小牛田至仙台之間的回廠時間表和安排列車在仙台站的到發月台），因此每年的行走日子有所減少。
在2011年3月發生東日本大地震後，由於沿途路線受到重大破壞使列車不能通行，後來部分區間還直接廢除，因此在2010年度後再沒有開辦。

## 運行概況
在每個年度的停車站都有一些變化。另外，每年此列車都會代行部分定期普通列車班次，但是每年的代行部分都有一些變化。

### 2010年度的停車站
- 前往八戶
  - 仙台站 - 小牛田站 - 涌谷站 - 前谷地站 - 志津川站 - 大谷海岸站 - 南氣仙沼站 - 氣仙沼站 - 陸前高田站 - 小友站 - 盛站 - （南谷灣線內各站停車） - 釜石站 - 鵜住居站 - 大槌站 - 岩手船越站 - 陸中山田站 - 津輕石站 - 宮古站 - （北谷灣線內各站停車） - 久慈站 - （八戶線內各站停車） - 八戶站
盛站至釜石站、宮古站至久慈站、久慈站至八戶站之間會代行定期普通列車[注 2]。
- 前往仙台
  - 八戶站 - 本八戶站 - 陸奧湊站 - 鮫站 - 階上站 - 種市站 - 陸中八木站 - 侍濱站 - 久慈站 - 陸中野田站 - 野田玉川站 - 普代站 - 田野畑站 - 島越站 - 小本站 - 田老站 - 一之渡站 - 宮古站 - 津輕石站 - 陸中山田站 - 岩手船越站 - 大槌站 - 鵜住居站 - 釜石站 - （南谷灣線內各站停車） - 盛站 - 小友站 - 陸前高田站 - 氣仙沼站 - 氣気仙沼站 - 大谷海岸站 - 志津川站 - 前谷地站 - 涌谷站 - 小牛田站 - 仙台站
釜石站至盛站之間會代行定期普通列車[注 2]。

### 2007年度の停車站
參考資料
- 前往八戶
  - 仙台站 - 松島站 - 小牛田站 - 涌谷站 - 前谷地站 - 志津川站 - 大谷海岸站 - 南氣仙沼站 - 氣仙沼站 - 陸前高田站 - 小友站 - 盛站 - 綾里站 - 三陸站 - 釜石站 - 鵜住居站 - 大槌站 - 岩手船越站 - 陸中山田站 - 津輕石站 - 宮古站 - 一之渡站 - 田老站 - 小本站 - 島越站 - 田野畑站 - 普代站 - 野田玉川站 - 陸中野田站 - 久慈站 - （八戶線內各站停車） - 八戶站
久慈站至八戶站之間會代行定期普通列車[注 2]。
- 前往仙台
  - 八戶站 - 本八戶站 - 陸奧湊站 - 鮫站 - 階上站 - 種市站 - 陸中八木站 - 侍濱站 - 久慈站 - 陸中野田站 - 野田玉川站 - 普代站 - 田野畑站 - 島越站 - 小本站 -田老站 - 一之渡站 - 宮古站 - 津輕石站 - 陸中山田站 - 岩手船越站 - 大槌站 - 鵜住居站 - 釜石站 - （南谷灣線內各站停車） - 盛站 - 小友站 - 陸前高田站 - 氣仙沼站 - 南氣仙沼站 - 大谷海岸站 - 志津川站 - 前谷地站 - 涌谷站 - 小牛田站 - 松島站 - 仙台站
釜石站至盛站之間會代行定期普通列車[注 2]。

## 使用車輛與設備等
- 在2010年使用三陸鐵道所屬車輛行走。
- 以2卡編成，全車自由席。
- 車內販賣服務基本上只於北谷灣線內。另外在停靠盛站時，三鐵職員會前往車上進行販賣服務（從前，南谷灣線內也設有車內販賣服務）。

### 過去的編成與運行概況
| 列車名稱 | 南三陸 | 南三陸 | 南三陸 | 南三陸 | Sea Liner | Sea Liner |
| 車廂編號 | 1      | 2      | 3      | 增     | 5         | 6         |
| 座位     | 自     | 自     | 自     | 自     | 自        | 指        |

| 列車名稱 | 黃金魚翅號 | 黃金魚翅號 | 黃金魚翅號 | Sea Liner | Sea Liner |
| 車廂編號 | 1          | 2          | 3          | 4         | 5         |
| 座位     | 指         | 自         | 指         | 自        | 指        |

| 列車名稱 | Sea Liner | Sea Liner    | Sea Liner |
| 車廂編號 | 3         | 2            | 1         |
| 座位     | 自        | 自（復古車） | 指        |

| 列車名稱 | Sea Liner | Sea Liner | Sea Liner |
| 車廂編號 | 2         | 1         |           |
| 座位     | 自        | 指        |           |

| 列車名稱 | Sea Liner | Sea Liner | Sea Liner |
| 車廂編號 | 2         | 1         |           |
| 座位     | 自        | 自        |           |

- 指定席的設定區間只限仙台出發的仙台→盛之間（仙台出發的盛→八戶之間與八戶出發的整個區間都為自由席）。

## 乘車券
- 由於JR東日本部分車站（主要是盛岡分社（日语：東日本旅客鉄道盛岡支社）管轄範圍內）與三陸鐵道之間設有聯絡運輸（日语：連絡運輸）協定，因此可以發售JR車站至三鐵車站之間的車票。
- 使用青春18車票或北海道&東日本通票（日语：北海道&東日本パス）使用者，可於車內購買「三鐵德割周遊券」。在北谷灣線和南谷灣線檢票之際，也可向車長購入該票[2]。

## 歷史
- 1988年（昭和63年）7月24日 - 開設行走於仙台至八戶之間的臨時列車「三陸全景號」(仙台至盛之間為快速列車，盛至八戶之間為普通列車) 。使用車輛為盛岡分社所屬的KiHa58系。
- 1997年（平成9年）7月26日 - 開設行走於仙台至久慈之間的「谷灣·Sea Liner」。使用車輛為三陸鐵道36-100形柴油列車（設有包廂座）。
- 1999年（平成10年）7月31日 - 當年起，行走區間改為仙台至八戶之間。使用車輛加入JR東日本KiHa58系改裝的「雪絨花」（2000年前）。另外，三陸鐵道負責的編成是1輛36-1100型（躺椅改裝車）。
- 2003年（平成15年）7月26日 - 受到宮城縣北部地震（日语：宮城県北部地震#2003年）和宮古地區發生大雨。使前往八戶的班次暫停服務。前往仙台的班次只前往宮古。在29日起回復正常。
- 2004年（平成16年）7月31日 - 當年的運輸日數由16日減至9日。
- 2007年（平成19年）7月27日 - 當年起，仙台至氣仙沼之間的串聯列車變為「金子（日语：グラシア (鉄道車両)）」。這個改動是由於快速「南三陸」改用KiHa110系，由於KiHa110系與三陸鐵道車輛的連結器構造相異。另外列車加停松島站。
- 2008年（平成20年）7月22日 - 當年為配合大船渡市舉行第6屆海Festa（日语：海フェスタ），當年的運輸日期只有4天，分別為7月22日、24日（仙台出發）和7月23日、25日（八戶出發）。同時連結復古列車「三陸 潮騷」。但是，由於於24日凌晨在岩手縣北部發生地震，使24日前往八戶的班次縮短至氣仙沼，在25日前往仙台的班次被取消。
- 2009年（平成21年）7月27日 - 當年的運輸日期只有3天，分別為7月27-29日（仙台出發）和7月28-29日（八戶出發）。28日（仙台出發）和29日（八戶出發）首次使用「Kenji」。
- 2010年（平成22年）7月26日 - 當年的運輸日期只有3天，分別為7月26/28日（仙台出發）和27日（八戶出發）。另外仙台出發的班次中，仙台→盛之間再沒有指定席，整個區間都是自由席。另外列車再次通過松島站。

## 注腳

## 外部連結
- 三陸鐵道官方網站 （页面存档备份，存于）（日語）